# Aach

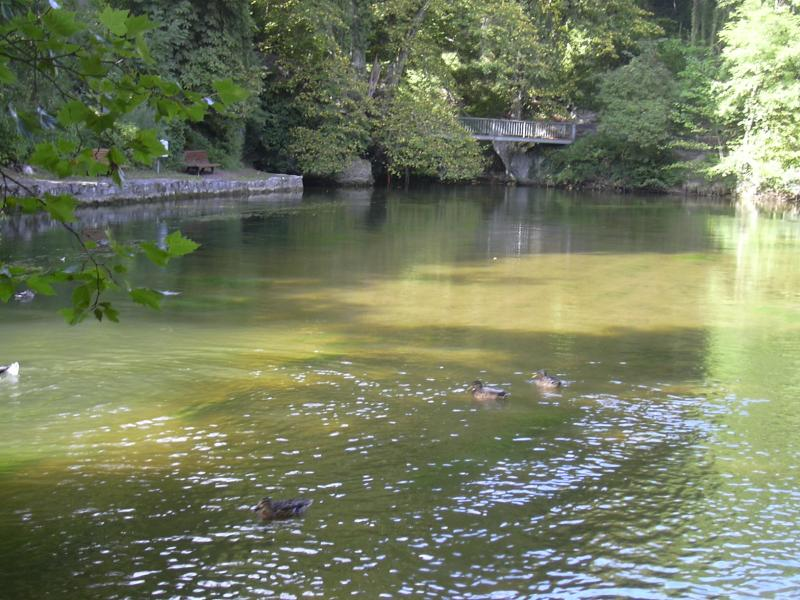
El Aachtopf.

Aach («agua» en antiguo alto alemán) es una localidad alemana del estado federado de Baden-Wurtemberg situada cerca del lago Constanza. Se ubica a unos 14 km de la frontera con Suiza. 
Esta población es conocida por el Aachtopf, el naciente que produce más agua mineral en Alemania. 